# Nisída Pseíra
Nisída Pseíra är en ö i Grekland.   Den ligger i prefekturen Nomós Lasithíou och regionen Kreta, i den sydöstra delen av landet, 400 km sydost om huvudstaden Aten. Arean är 1,4 kvadratkilometer.
Terrängen på Nisída Pseíra är lite kuperad. Öns högsta punkt är 180 meter över havet. Den sträcker sig 1,9 kilometer i nord-sydlig riktning, och 1,7 kilometer i öst-västlig riktning.  == Kommentarer ==
1. ↑  Framräknat ur höjduppgifter (DEM 3") från Viewfinder Panoramas.[2] Mer om algoritmen finns här: Användare:Lsjbot/Algoritmer.
2. ↑  Framräknat ur höjduppgifter (DEM 3") från Viewfinder Panoramas.[2] Mer om algoritmen finns här: Användare:Lsjbot/Algoritmer.